# Chrysodema smaragdula
Chrysodema smaragdula es una especie de escarabajo del género Chrysodema, familia Buprestidae. Fue descrita científicamente por Olivier en 1790.